# Galeazzo Ciano
Gian Galeazzo Ciano, I conte di Buccari, II conte di Cortellazzo (Livorno, 18 marzo 1903 – Verona, 11 gennaio 1944), è stato un nobile, diplomatico e politico italiano.
Figlio dell'ammiraglio Costanzo Ciano, nel 1930 sposò Edda Mussolini. Fu ministro degli affari esteri dal 1936 al 1943, anno in cui appoggiò l'ordine del giorno Grandi che portò alla destituzione di Mussolini. Per questo motivo, una volta arrestato ed estradato nella Repubblica Sociale, fu condannato a morte al Processo di Verona il 10 gennaio 1944, e fucilato il giorno dopo.

## Biografia

### Giovinezza ed educazione
Nato il 18 marzo 1903 a Livorno, durante la prima guerra mondiale si trasferì con la famiglia a Venezia, dove frequentò il liceo ginnasio Marco Polo. In seguito si trasferì a Genova, dove conseguì la maturità classica. Durante gli studi universitari fece pratica di giornalismo presso Il Nuovo Paese, La Tribuna e, nel 1924, L'Impero, organo fascista intransigente, occupandosi però non di politica ma di critica teatrale: scrisse anche un dramma (Felicità d'Amleto) e un atto unico (Fondo d'oro) che una volta rappresentati non ottennero alcun successo; in un'occasione, durante la messa in scena, egli e la sua compagnia furono oggetto di lanci d'ortaggi da parte del pubblico. Frequentava in quel tempo ambienti artistici, giornalistici e mondani.

### Ascesa nel regime

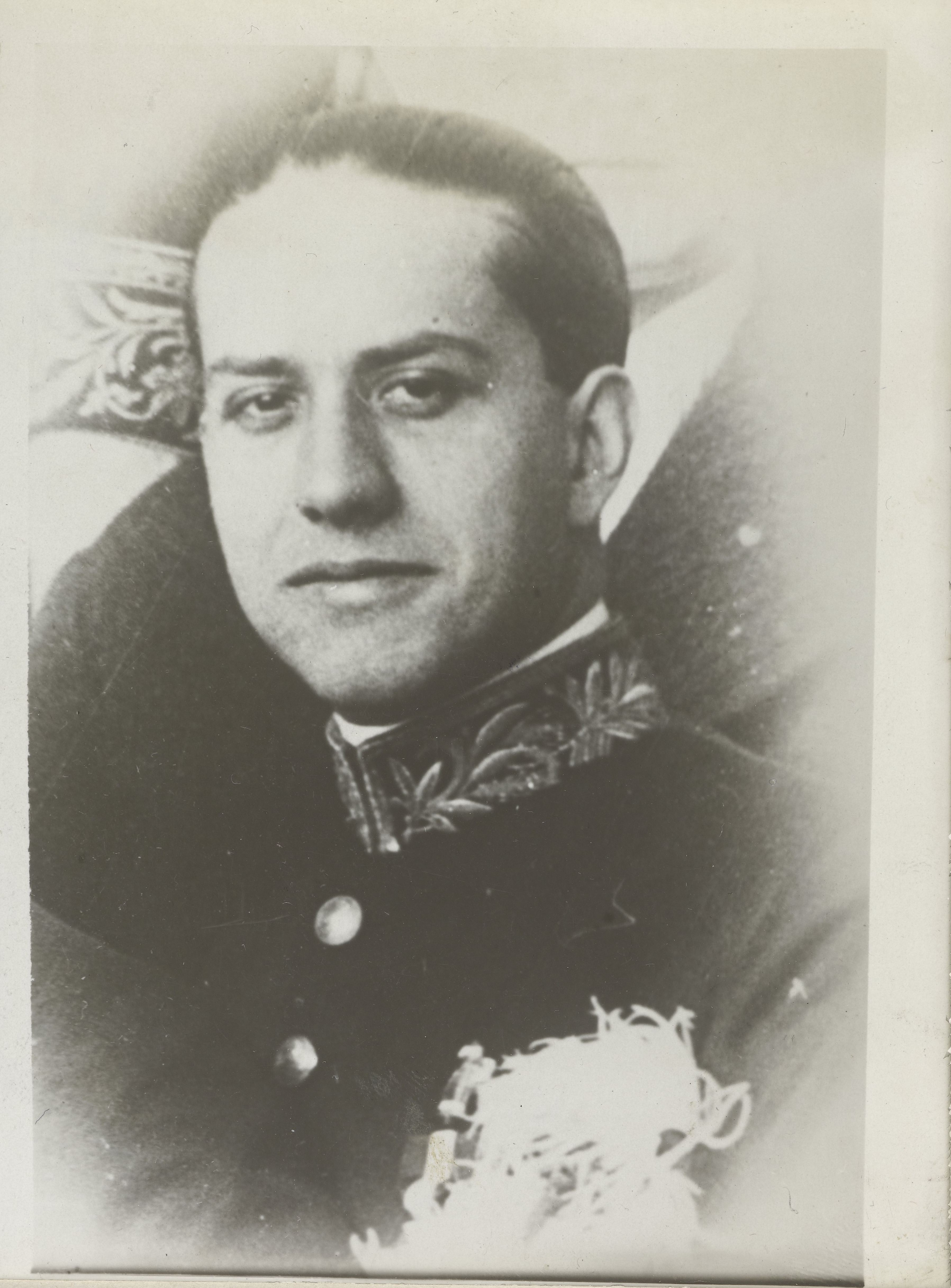
Galeazzo Ciano in uniforme diplomatica nel 1930

Dopo aver conseguito la laurea in giurisprudenza, fu ammesso in diplomazia e inviato come addetto di ambasciata a Rio de Janeiro.
Il 24 aprile 1930 sposò Edda Mussolini, la prima figlia di Benito Mussolini, con la quale subito dopo partì per Shanghai come console. Rientrato in Italia, il 1º agosto 1933 venne nominato capo dell'Ufficio stampa da Mussolini (per il controllo e la guida dei mezzi di comunicazioni di massa) con il titolo di sottosegretario alla stampa e alla cultura. Nel 1935 divenne ministro della Stampa e propaganda (il futuro MINCULPOP), quindi partì volontario per la guerra d'Etiopia, dove si distinse come pilota di bombardieri, al comando della 15ª Squadriglia da bombardamento Caproni e fu decorato.
Nel 1936 fu nominato Ministro degli affari esteri, il più giovane ad assumere la carica fino a quel momento, subentrando allo stesso Mussolini (sottosegretario, dal 1932 al 1936, era stato Fulvio Suvich, che in ossequio alla nuova linea di politica estera del Duce era stato "allontanato" in qualità di ambasciatore a Washington, così come Grandi, quattro anni prima, era stato «spedito» ambasciatore a Londra). Fu forse coinvolto nel duplice omicidio dei fratelli Carlo e Nello Rosselli, colpevoli d'essere i fondatori del movimento antifascista Giustizia e Libertà e trucidati in Francia da sicari fascisti francesi.

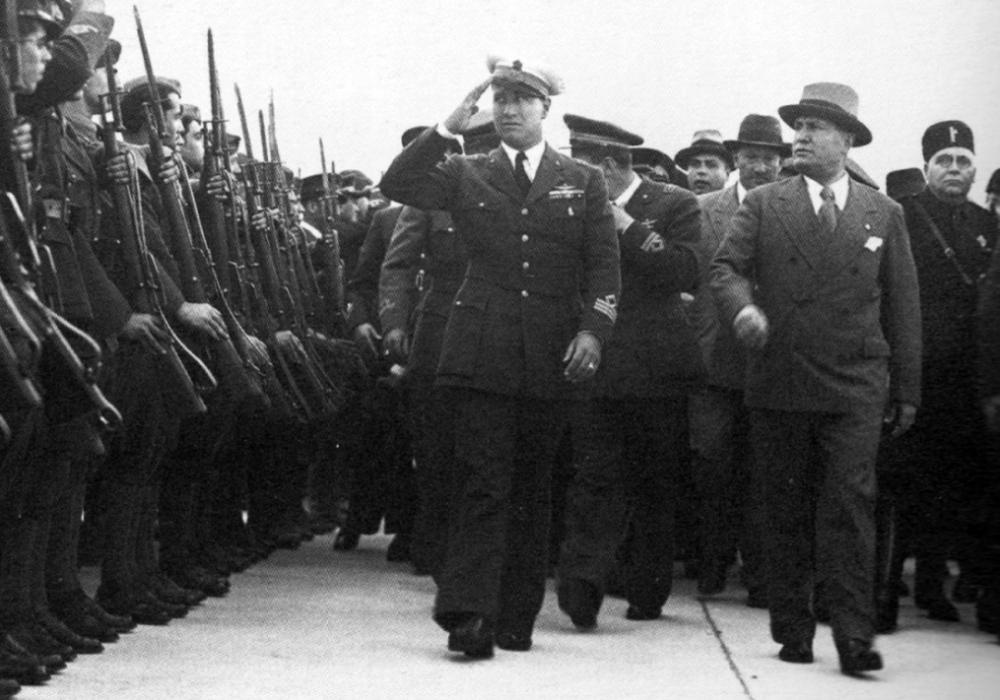
Galeazzo Ciano e Benito Mussolini passano in rassegna un reparto militare al rientro in Italia di Ciano dall'Africa Orientale Italiana - Brindisi, 17 maggio 1936

Ciano si era guadagnato una certa confidenza da parte del Principe di Piemonte Umberto di Savoia, figlio di Vittorio Emanuele III, anche in virtù dell'amicizia decennale con Giorgio Rea, professore emerito presso il Politecnico di Torino piuttosto noto a Corte , con il quale condivideva una certa mentalità e un notevole charme, anche se Ciano era certamente meno discreto del principe. Divenne il corrispondente preferito tra Umberto (e Maria José) e il movimento fascista. Questa amicizia era considerata produttiva sia dal re sia dal Duce, poiché i due sarebbero stati i rispettivi eredi della Corona e del governo e i buoni rapporti fra i futuri eredi rassicuravano i congiunti circa la tenuta futura degli equilibri raggiunti. Il sovrano lo aveva insignito del Collare della Santissima Annunziata, la più alta onorificenza regia.
Probabilmente con l'approvazione di parte del principe Umberto, Ciano tenne l'Italia distante dalla Germania hitleriana il più a lungo possibile, con l'aiuto dell'ambasciatore a Berlino, Bernardo Attolico. Ciano percepì chiaramente il pericolo che Hitler rappresentava anche per l'Italia, quando i nazisti uccisero il Primo ministro austriaco Dollfuss, che aveva avuto degli stretti legami con la famiglia Mussolini (la moglie e i figli di Dollfuss si trovavano in vacanza in Italia a casa del Duce quando il marito fu assassinato), e poté scorgere in questa azione di forza un freddo avviso delle intenzioni del Führer.
A poco a poco, in seguito a una serie di incontri con Joachim von Ribbentrop e Hitler che portarono il 22 maggio 1939 alla sottoscrizione del Patto d'Acciaio, Ciano (praticamente costretto dal suocero a sottoscriverlo, malgrado i suoi tentativi di temporeggiare, per le informazioni che il Ministro degli esteri britannico Anthony Eden sollecitato da Dino Grandi gli aveva fatto pervenire) consolidò i suoi dubbi sulla nazione alleata, ed ebbe diverse divergenze col suocero. Alla fine, come scrisse nei suoi diari, non era sicuro se augurare agli italiani «una vittoria o una sconfitta tedesca».
Il 23 marzo 1939 Ciano divenne Consigliere nazionale della Camera dei Fasci e delle Corporazioni.
Il 26 giugno 1939 morì il padre Costanzo Ciano, presidente della Camera dei fasci e delle corporazioni, mentre si trovava a una cena con amici.

### Regno d'Albania

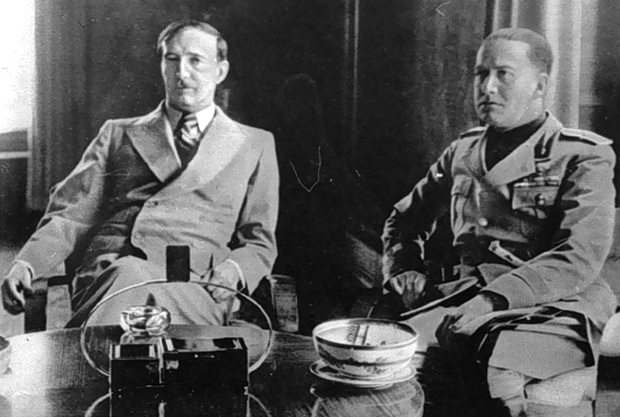
Ciano con re Zog d'Albania

Nel frattempo, il 7 aprile del 1939, un venerdì santo, l'Italia aveva invaso e poco dopo conquistato il Regno d'Albania. Tirana era da tempo nella sfera di influenza italiana e l'impresa, militarmente non impegnativa e resa non ardua dalla poca resistenza incontrata consistette, in pratica, solo nello sbarco di un piccolo contingente di truppe italiane nei quattro principali porti albanesi, e provocò una decina di morti in scontri con bande di resistenza civile.
Il progetto, già proposto in precedenza, fu prontamente realizzato allorché la Germania, nel marzo 1939, inviò le sue truppe in Cecoslovacchia e vi stabilì il protettorato di Boemia e Moravia; all'interno dell'Asse, queste operazioni avevano - nell'opinione pubblica - consolidato l'immagine dei tedeschi e allo stesso tempo indebolito quella degli italiani, integrando una sorta di gerarchia di fatto. Ciano annotò che Mussolini reagì con stizza alla notizia delle conquiste tedesche (non preventivamente concordate e preannunciategli solo per cenni sommari) e che fu particolarmente urtato dalle entusiastiche comunicazioni che il cancelliere nazista gli trasmise, giudicandole irritanti «partecipazioni». Quindi, sotto un profilo di immagine, le azioni tedesche segnalavano, con imbarazzante evidenza, una disparità di potenza cui occorreva rimediare, sia per mantenere il consenso in patria, sia per evitare di perdere autorevolezza (e, conseguentemente, i contatti) di fronte alle altre potenze europee.
Di un'espansione verso l'Albania o verso il Regno di Jugoslavia, a Roma si era già discusso a fondo da molto tempo; per quanto riguardava l'Albania, il discorso era stato anzi affrontato proprio con Belgrado, prima con Milan Stojadinović e poi con Cvektović ma quest'ultimo aveva declinato l'offerta di una spartizione, anche per l'elevata presenza di albanesi sul territorio jugoslavo, e ne era sortito un trattato (1937) contenente un patto di non aggressione che in realtà era un nulla osta a un'eventuale azione italiana su Tirana (oltre che un tentativo del Reggente Paolo di Jugoslavia di tener lontane Italia e Germania). Sebbene anche l'Italia avesse sul proprio suolo molti immigrati albanesi, nonché numerose comunità del meridione storicamente legate linguisticamente e culturalmente all'Albania, questa condizione fu interpretata da Ciano come una facilitazione: se era agevole, sostenne, gestirli in patria, forse ancora più agevole, concluse, doveva essere gestirli a casa loro e organizzò personalmente l'intera operazione, che sarebbe restata tutta segnata dalla sua impronta.
La Germania, del resto, aveva più volte indicato di non nutrire interessi su queste aree, quindi l'operazione non avrebbe creato imbarazzi con l'alleato; e quantunque l'Italia avesse nel frattempo sviluppato, con Ciano buon protagonista, la più importante attività diplomatica su tutta l'area dei Balcani, la Germania preservava un controllo di fatto sull'intera economia della regione, potendo quindi guardare con una certa indifferenza alle faccende politiche locali.
Il paese, a neanche 150 chilometri dalle coste pugliesi, era di fatto fin dalla prima guerra mondiale profondamente influenzato dall'Italia, che aveva accettato nel settembre del 1928 l'auto-proclamazione di re Zog I (Ahmed Bey Zogu), in seguito accusato di essere un tiranno incline all'arricchimento personale e al nepotismo. Mentre Zog I, all'arrivo degli italiani, riparava in Grecia, la conquista fu perfezionata con l'offerta della corona d'Albania a Vittorio Emanuele III il 16 aprile 1939, con una piccola cerimonia svoltasi al Quirinale.
Il governo dell'Albania fu affidato al luogotenente del re, Francesco Jacomoni di San Savino, che lo mantenne fino all'8 settembre del 1943; si trattò di un governo di facciata, con ministri albanesi affiancati da consiglieri italiani con poteri di controfirma. Circa il ruolo di Ciano nella vicenda albanese, quantunque non formalmente onorato di alcuna carica specifica diretta, soprattutto nella storiografia anglosassone è comunemente ritenuto il vero «reggente» della colonia, e anche nella storiografia italiana lo si menziona spesso come «viceré», poiché di fatto come tale ebbe a condursi. L'intitolazione alla moglie di un porto (Porto Edda), ma più ancora la scoperta promozione della soppressione del Ministero degli esteri e di quello della difesa di Tirana, ruoli devoluti al governo di Roma con un «trattato» del 3 giugno, indicano la centralità del suo ruolo; anche la costituzione del Partito Fascista Albanese, sollecitata da Achille Starace già dal mese di aprile (quando trionfalmente sbarcò in Albania salutato da 19 salve di cannone), fu sottoposta all'autorizzazione di Ciano (che la concesse solo nel mese di giugno e che ne permise la formalizzazione solo nel marzo dell'anno successivo ponendovi a capo l'amico personale Tefik Mborja).
Il 13 aprile, Ciano si rivolse subito agli albanesi come gestore diretto della loro nazione, garantendo loro che le loro aspirazioni nazionali sarebbero state sostenute dall'Italia anche in ordine all'espansione dei confini, questione che in pratica si riferiva al recupero delle zone asseritamente «albanesi» nei territori greco e jugoslavo; essendo i proclami diretti al Ministero degli esteri albanese (che di lì a poco sarebbe stato soppresso) fonte di inquietudini per i paesi vicinanti, a questi Ciano si affrettò a segnalare (una settimana dopo, a Venezia) il disinteresse italiano per l'argomento e la strumentalità delle dichiarazioni. Ciò nonostante, fece istituire un Ufficio Speciale per l'Irredentismo che fra i suoi compiti non palesi aveva anche quello di preparare una struttura militare clandestina per il momento, ritenuto non lontano, in cui fosse esplosa una crisi in Jugoslavia. Da molte fonti è stato asserito che in coincidenza temporale con l'annessione, le fortune personali di Ciano siano cresciute in modo tanto oscuro quanto rapido.

### Seconda guerra mondiale

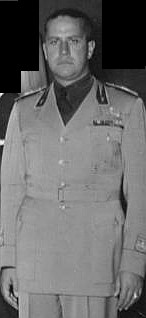
Ciano nel 1938

Al 10 giugno 1940 il maggiore Ciano era comandante del CV Gruppo S.M.79 del 46º Stormo dell'Aeroporto di Pisa-San Giusto. All'inizio della seconda guerra mondiale, quando le sue posizioni antitedesche erano oramai note (Hitler avrebbe avvisato Mussolini tempo dopo: «Ci sono dei traditori nella sua famiglia»), molti osservatori ritengono che sia stata di Ciano la maggiore influenza nella formulazione della «non belligeranza». Va rammentato che sia Mussolini sia Ciano erano convinti che un attacco tedesco alla Polonia avrebbe scatenato la seconda guerra mondiale, per la quale l'Italia non era assolutamente preparata. Entrambi si attivarono per una conferenza di pace da tenersi il 3 settembre 1939 con un cessate il fuoco. La conferenza non si tenne, nonostante il sostegno tedesco, per la contrarietà del Regno Unito, che pretendeva il previo ritiro unilaterale tedesco.
Sempre nell'ottica di evitare il coinvolgimento italiano, alcuni storici citano la famosa lettera a Hitler (il quale premeva perché l'Italia partecipasse al conflitto), passata alla storia come lista del molibdeno, in cui si chiedeva alla Germania una mole incredibile di mezzi e armamenti (che si calcolò che avrebbero richiesto, per il solo trasporto, ben 17 000 treni) e dinanzi a tale richiesta i nazisti allentarono le pressioni, almeno per un po'. Ciano aveva sommessamente invitato i responsabili militari a non fare, nello stilare la loro lista della spesa, «del criminoso ottimismo».
Quando l'Italia entrò in una guerra che sembrava finita fu Ciano, per via del ruolo che ricopriva, a consegnare le dichiarazioni agli ambasciatori di Francia e Regno Unito. Pochi mesi dopo fu uno dei sostenitori della guerra alla Grecia. La Grecia del generale Ioannis Metaxas nel gennaio 1940 aveva firmato un accordo commerciale con il Regno Unito che metteva la flotta navale commerciale greca al completo servizio della Marina Militare britannica, schierando il Paese, formalmente neutrale, di fatto contro le forze dell'Asse nel Mediterraneo. Dopo una lunga serie di scontri navali, l'invasione terrestre italiana partì dall'Albania il 28 ottobre 1940, ma incontrò notevoli difficoltà operative.
Dinanzi alle difficoltà che, invece, furono incontrate, registrando le prime avvisaglie di negatività delle vicende belliche, Ciano non tardò a tornare su posizioni più dubitative, esprimendo le sue perplessità sia «in famiglia» sia ad altri gerarchi. Anche a causa delle cariche ricoperte, con particolare riguardo ai rapporti con il Regno Unito, una più intensa frequentazione operativa lo condusse a ispessire il rapporto con Dino Grandi, che, morto Italo Balbo, restava l'esponente più indipendente del vertice del fascismo.
Nel 1942 Vittorio Emanuele III lo nomina Conte di Buccari, in aggiunta al titolo di Conte di Cortellazzo che era stato conferito a suo padre Costanzo dopo la prima guerra mondiale. Nella primavera del 1943, in occasione di un rimpasto delle cariche istituzionali con il quale Mussolini sperava di riaffidare i posti-chiave a uomini di certa fiducia, Ciano venne mandato come ambasciatore in Vaticano. È in questo momento che il suo rapporto con monsignor Montini - futuro papa e allora sostituto alla segreteria di Stato della Santa Sede - raggiunse la maggiore intensità, tenendo il regime fascista in contatto con tutte le principali potenze internazionali, attraverso la mediazione dell'influente prelato.
Con la fine dell'incarico di ministro finì anche la stesura dei celebri Diari, terminata l'8 febbraio 1943.

### 25 luglio
Il 25 luglio 1943, quando l'opposizione interna guidata da Dino Grandi (che si coordinava con il Quirinale) stava infine per sconfiggere Mussolini, Ciano vi si unì. Al Gran Consiglio del fascismo, votò l'ordine del giorno di Grandi (insieme ad altri diciotto gerarchi), approvando perciò l'indicazione contenuta nella mozione, volta a far sì che il re riprendesse in mano l'esercito e il governo della nazione; in pratica, quello di Ciano fu un voto pesantissimo e dalle conseguenze irreversibili contro il suocero. Si è a lungo congetturato sulle reali motivazioni dell'adesione di Ciano alla proposta di Grandi, tenuto conto che al voto sul famoso ordine del giorno, dovrebbe esser giunto dopo averne discusso col Duce, informato dallo stesso Grandi con qualche giorno di anticipo (ma anche Mussolini, è stato fatto notare, doveva essere ben al corrente dell'adesione del genero). Probabilmente Ciano condivideva con gli altri due gerarchi la considerazione che il tempo del fascismo fosse venuto a esaurimento ma, forse, ritenendosi ancora candidato alla successione, pensava che in una nuova gattopardesca riformulazione poco sarebbe cambiato e che egli sarebbe rimasto in auge.
Il voto di Ciano fu, sotto un profilo di pubblica immagine, il colpo più grave inferto al prestigio del capo del regime, cui di fatto pareva che nemmeno il genero fosse più affidabile. Le previsioni ottimistiche di Ciano, che si prefigurava rimpasti e aggiustamenti dopo questa sorta di golpe (disse a Bottai di attendersi che ci si sarebbe «aggiustati»), naufragarono insieme con la disillusione di Grandi, che credeva di aver operato per consegnare il comando al Maresciallo d'Italia Enrico Caviglia e che, invece, vide salire al potere il parigrado ma poco gradito Pietro Badoglio.
Badoglio avrebbe d'un tratto bruciato tutte le aspettative dei gerarchi, schierando una compagine d'apparato tutta «del re» e cominciando immediatamente la defascistizzazione dello Stato. Se Bottai ne era quasi contento, Grandi ne era sorpreso (più che altro per il poco chiaro atteggiamento del Sovrano); Ciano – che il 31 luglio si era dimesso dall'ambasciata in Vaticano – fu invece quello che si trovò maggiormente spiazzato e, a differenza degli altri due, tardò a mettersi in salvo. Nello sconcerto, acuito poco dopo dall'armistizio di Cassibile, cercò invano di organizzare un esilio protetto per la sua famiglia, ma il Vaticano si rifiutò di nasconderli. Nei giorni convulsi dell'agosto 1943 fuggì a Monaco di Baviera, convinto di trovarvi protezione e un aereo per la Spagna, ignorando che nel frattempo Vittorio Mussolini, Roberto Farinacci e Alessandro Pavolini stavano accusando alla radio i traditori del fascismo e in particolare lui, che divenne il bersaglio principale.

### Processo di Verona e morte
Il 17 ottobre 1943, Ciano fu estradato in Italia su esplicita richiesta del neonato Partito Fascista Repubblicano per essere incarcerato; Edda e i figli erano rientrati in Italia alcuni giorni prima.

Galeazzo Ciano al processo di Verona

A opera di Alessandro Pavolini si allestiva il processo ai «traditori» del 25 luglio, e il voto al Gran Consiglio fu considerato alto tradimento. Durante il processo gli inquirenti trattarono Ciano quasi con benevolenza temendo che Ciano raccontasse avvenimenti segreti, sgraditi al regime fascista.
Dopo una celere assise pubblica, nota come processo di Verona, Ciano venne riconosciuto colpevole insieme a Marinelli, Gottardi, Pareschi e al vecchio generale Emilio De Bono (insieme con altri gerarchi contumaci). Il genero del Duce fu l'unico imputato a essere condannato alla fucilazione all'unanimità: gli altri ricevettero 5 voti favorevoli e 4 contrari (Tullio Cianetti ebbe il risultato opposto), mentre contro l'ex Ministro degli esteri si registrò un 9 a 0.
La sera prima dell'esecuzione, Ciano si rifiutò, in primo momento, di firmare la petizione di grazia al Duce ma poi, pressato dai suoi compagni di carcere, finì per accettare. Pavolini, indispettito, passò l'intera notte a cercare un funzionario che firmasse il respingimento della domanda di grazia. Tutti si rifiutarono di firmare; alla fine trovò, o meglio, costrinse un piccolo funzionario a firmare contro la sua volontà. Comunque, Mussolini non si mosse per salvare il genero.
L'11 gennaio 1944 avvenne l'esecuzione di Ciano al poligono di tiro di Verona, insieme agli altri quattro ex gerarchi, legati alle sedie e fucilati alla schiena come in uso ai traditori. Prima della fucilazione, Ciano pronunciò a monsignor Chiot le seguenti parole: "Faccia sapere ai miei figli che muoio senza rancore per nessuno. Siamo tutti travolti nella stessa bufera". Prima degli spari si girò verso il plotone di esecuzione. Un cineoperatore tedesco riprese tutta la scena. Ciano non morì immediatamente: i fucilati, seduti e di schiena, offrirono un bersaglio più difficile per gli organi vitali; il plotone di esecuzione non sparò a distanza ravvicinata e fu necessario il colpo di grazia con due proiettili alla testa. Il crudo filmato, realizzato dal cineoperatore tedesco e scomparso durante i primi governi De Gasperi, fu ritrovato grazie a Renzo De Felice.
Si è molto discusso se questa conclusione significò che Mussolini non volle proteggere il suo congiunto, o semplicemente che non poté, impaurito dalla probabile reazione di Hitler. Il generale Karl Wolff alla domanda di Mussolini: «Se graziassi mio genero, il Führer la prenderebbe male?» rispose: «Sicuramente sì, Duce». Molti osservatori fanno notare che se Mussolini avesse commutato la condanna a morte di Ciano, lui stesso avrebbe perso ogni residua credibilità. Edda, sinceramente affezionata a Ciano, attraversò mezza Italia con mezzi di fortuna per raggiungere il quartier generale della RSI e quindi la prigione, ma tutti i suoi tentativi di soccorso, comprese le drammatiche suppliche al padre (che pure la considerava la sua figlia prediletta), furono vani.
Dopo l'esecuzione, Edda fuggì in Svizzera portando con sé i preziosi diari del marito, nascosti sotto la pelliccia piena di tasche insieme con alcuni gioielli e una lettera per la madre, donna Rachele. Il corrispondente di guerra Paul Ghali del Chicago Daily News apprese del suo segreto internamento in un convento svizzero e organizzò la pubblicazione dei diari. Essi rivelano, pur tra abbellimenti e riscritture postdatate, la storia segreta del regime fascista dal 1937 al 1943 e sono considerati una fonte storica primaria (i diari sono strettamente politici e contengono poco della vita privata di Ciano).
Il corpo di Ciano oggi riposa nel Cimitero della Purificazione, a Livorno.

#### "L'operazione Conte"

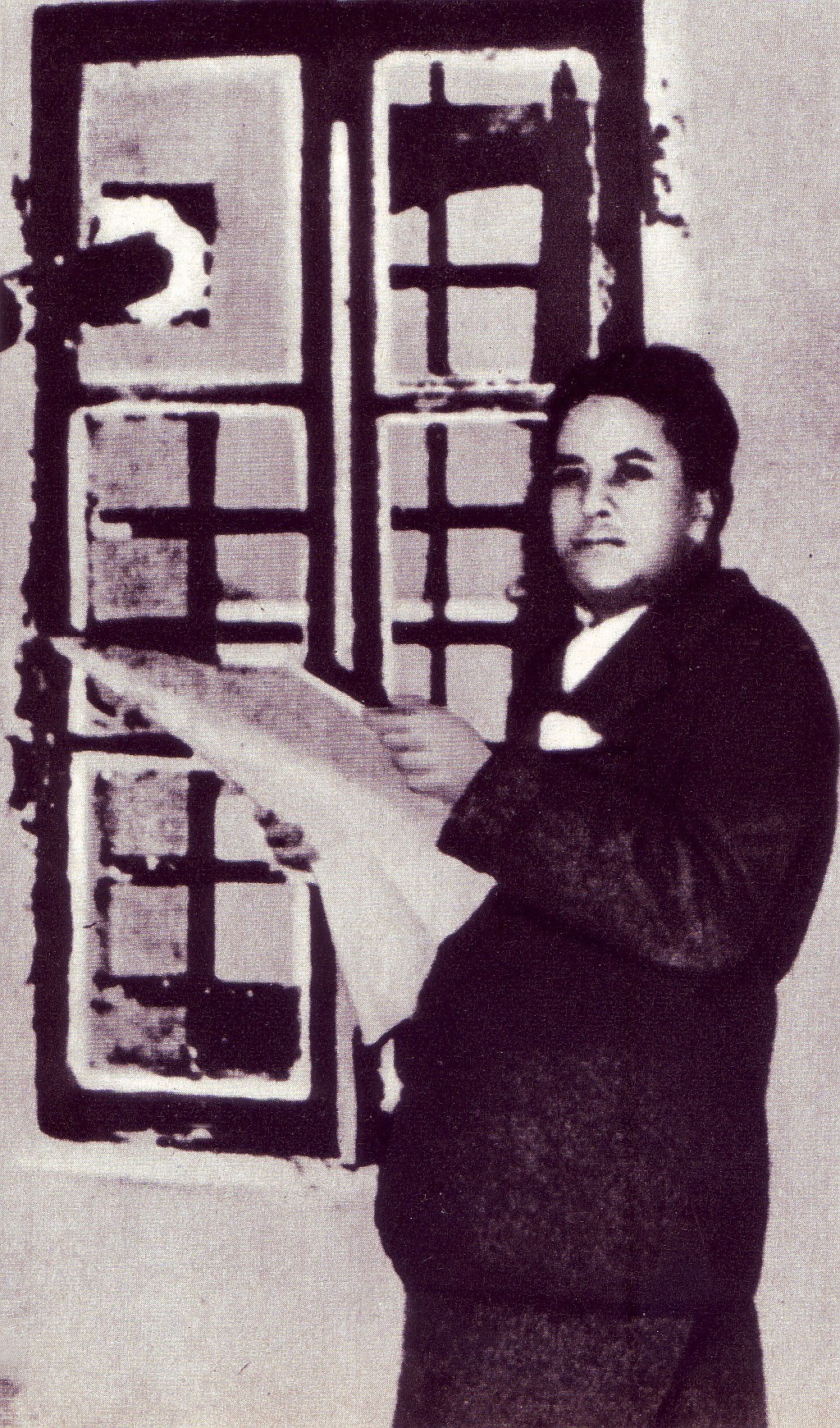
Galeazzo Ciano nel carcere degli Scalzi

A cavallo tra il 1943 e il 1944 si venne a sviluppare un piano che puntava alla liberazione di Ciano in cambio dei suoi diari che vedeva coinvolti il tenente colonnello Wilhelm Höttl, capo del servizio segreto tedesco in Italia e Ernst Kaltenbrunner, comandante in capo del Reichssicherheitshauptamt, responsabile delle operazioni dei servizi segreti in Germania e all'estero. Si prevedeva un'azione di forza tedesca per liberare Ciano e acquisire i diari, così come fu proposta da Frau Beetz, il 28 dicembre, al generale Harster. L'operazione che avrebbe dovuto svolgersi mantenendo Hitler all'oscuro di tutto fu denominata «Operazione Conte». L'operazione fu bloccata da Hitler il quale, venuto a conoscenza della cosa, decise di non concedere il suo avallo.

#### Diari
I diari che Ciano scrisse nel periodo in cui fu Ministro degli affari esteri, per la loro minuziosità, rappresentano una fonte storica di primaria importanza.
Considerati in genere (a partire dallo studio di Mario Toscano) come vergati con una certa sincerità di fondo, descrivono la fase storica più critica del Novecento italiano, disvelando ragioni e motivi di molti fatti che ebbero capitale importanza. Grazie a questi dati è oggi possibile ricostruire (con la massima utilità cronologica) gli avvenimenti del periodo visti dall'interno dell'apparato del regime.
Va detto però che, quasi ovviamente, diversi approfondimenti hanno cercato di indagare la fedeltà storica di quanto narratovi. A partire da una banale confusione di nomi fra Roma e Rommel (il generale tedesco), che conteneva in sé un anacronismo foriero di più di qualche dubbio. La circostanza, precisamente, riguarda il racconto del notissimo telegramma inviato a Mussolini dal generale Rodolfo Graziani dall'Africa, e si legge il nome di Rommel al 12 dicembre del 1940 (erroneamente indicato al giorno 13), ma il generale non ebbe a che fare con materie italiane (escluse le vicende di Caporetto della prima guerra mondiale) se non con il suo arrivo in Africa nella primavera del 1941 e il testo si riferiva evidentemente a Roma.
La discrepanza fu scoperta da Andreas Hillgruber e portò David Irving a negare l'attendibilità addirittura dell'intera opera, ma anche a ritenere responsabile dell'errore Renzo De Felice, curatore di un'edizione abbastanza nota e in posizione quantomeno isolata rispetto alle tendenze storiografiche del tempo.
Si era raccolta l'informazione – resa pubblica da persone del suo entourage – che Ciano, dopo la rimozione dal Ministero (febbraio 1943), avesse dedicato molto tempo alla riscrittura di alcuni brani e l'ipotesi (che al tempo riscosse numerosi conforti testimoniali) allarmò gli storici, i quali appena possibile effettuarono confronti fra le copie che erano state microfilmate da Allen Dulles dalle agende di Edda; si scoprirono in effetti diverse manipolazioni apportate dallo stesso Ciano, che alla grossa aveva cancellato un certo numero di date, ma proprio la grossolanità delle cancellazioni portò a escludere che si fosse dedicato a una riscrittura integrale (che, si desunse, non avrebbe lasciato evidenze).
Anche una lettura contenutistica, del resto, fa escludere che possa aver operato riscritture di comodo: nel 1943 era già assai imbarazzante la sua notissima affermazione del 12 ottobre 1940, quando definiva «utile e facile» la guerra alla Grecia che stava per cominciare, ma la frase non fu rimossa (così come altre ugualmente rivelatesi infelici) e questo contrasterebbe almeno col carattere dell'autore, reputato vanitoso da diversi critici.

## Giudizio storico

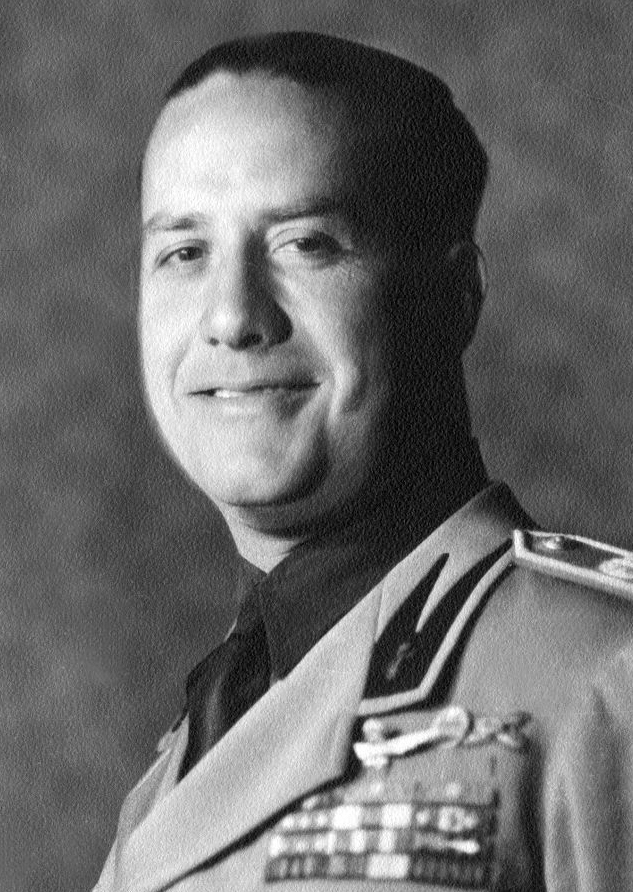
Galeazzo Ciano nel 1936

Considerato da molti un enfant prodige, da altri un fatuo enfant gâté o uno snob, aperto alla speculazione e al cinismo, Ciano divenne per i fascisti di Salò un traditore. Giuseppe Bottai lo definì "un uomo diviso in due metà, una eccezionale e l'altra sciatta e superficiale, un uomo colto e dotato e uno ignorante delle cose anche più note, una parte raffinata e distinta, l'altra bassa e volgare, due metà faticosamente tenute insieme...» Aveva una brutta voce nasale e infantile, una voce «di testa» come veniva definita allora; il suo grande complesso che a detta di molti gli impediva di essere un roboante oratore come il suocero.
Ciano aveva due grandi «amori», il padre e Mussolini; a volte sentendo alla radio i discorsi del suocero, veniva preso da un irrefrenabile pianto di devozione. Ciano adulava Mussolini, che considerò il genero un suo possibile successore, ma anche il suo testimone diretto, una specie di "registratore" della Storia che andava tracciando, che potesse tramandare la grandezza del «personaggio» Mussolini, al punto che un giorno regalò al genero una pagina dei propri misteriosi diari.
Mussolini sciorinava commenti e battute spesso salaci e brutali su personaggi, avvenimenti e cose, e amava stupirlo con le sue orchestrazioni oratorie nelle oceaniche adunate di partito. Ciano prendeva nota, ogni giorno: così presero corpo i celebri diari. In questo binomio genero-ministro e suocero-Duce, il consigliere fidato Ciano divenne alla fine un abile condizionatore e manipolatore che sapeva suggestionare e frenare il suo capo, imparando le battute e punti di vista; si può dire che a un certo punto le briglie del potere le tenesse indirettamente in mano Ciano, in buona parte il «catalizzatore» della politica fascista fino al 1943.
Ciano annota che le manie di grandezza di Mussolini presero il sopravvento sulle reali possibilità e necessità dell'Italia, che il suocero aveva più paura di perdere il suo prestigio mondiale che di dichiarare una guerra. La fatale alleanza con la Germania nazista lo indusse ad abbandonare le politiche filo-occidentali sostenute fino all'aggressione dell'Etiopia. La concorrenza di Hitler lo rendeva furioso e intrattabile: aveva ricevuto un colpo duro con le nuove espansioni e vittorie tedesche che cercò, nei limiti del possibile, di pareggiare. Al colpo tedesco di Praga oppose la conquista dell'Albania. Si legò alla vincente Germania nazista col Patto d'Acciaio, per sbattere in faccia alle «demo-plutocrazie» uno strumento con cui poteva incutere timori e paure. Nei primi giorni del settembre del 1939, allo scoppio del conflitto, Mussolini spedì la dichiarazione di guerra all'ambasciata italiana a Berlino pronto a entrare in campo immediatamente. Ciano compì il «miracolo» e fermò la guerra alle porte agendo sul suocero.
Nel 1940 l'Europa crollò sotto il tallone tedesco e Mussolini, furioso per aver perso la grande occasione personale, incolpò e insultò Ciano per questo, definendolo un «imbecille». Entrò in guerra il 10 giugno 1940: Ciano annotò che vi sarebbe entrato lo stesso anche se Inghilterra e Francia avessero accettato tutte le sue rivendicazioni. Continuò la sua guerra parallela: l'Egitto e la Grecia furono le sue mosse sullo scacchiere per emulare Hitler. Il cancelliere tedesco invase l'Unione Sovietica ma avvisò Mussolini, tirandolo giù dal letto nel cuore della notte, a operazione già cominciata.
Fu un'altra onta che consumò di rabbia e invidia Mussolini, il quale subito dichiarò guerra all'URSS. Nel dicembre del 1941 dal fatidico balcone di Palazzo Venezia arrivò a dichiarare guerra persino agli Stati Uniti d'America. Ma la macchina bellica italiana era talmente impreparata, rendendo necessario dappertutto il sostegno tedesco per non soccombere. Quella che a Mussolini era inizialmente sembrata una guerra lampo divenne una lacerante guerra lunga, che sprofondò l'Italia nel baratro di un disastro senza precedenti. Ciano vide concretizzarsi lo spettro dell'invasione nemica, il bombardamento di Roma, la disperazione popolare.
Ciano cercò di essere il realizzatore dei sogni di megalomania e degli ordini mussoliniani («Si fa del tutto per farlo contento…») e ciò rende la sua figura servile e cortigiana. A lui si deve, tra l'altro, il pieno appoggio all'intervento nella guerra di Spagna, l'ignobile attuazione del delitto dei fratelli Rosselli decisa da Mussolini, la defenestrazione di Starace da segretario del PNF e la sua sostituzione con il difficile amico Ettore Muti, l'impresa della conquista d'Albania, la «non belligeranza» italiana dei «10 mesi», la disastrosa campagna di Grecia, che fu sicuramente l'abnorme errore della vita politica di Ciano. Non riuscì a fermare, o forse non volle, il Patto d'Acciaio anche se lo stesso Ciano, nei suoi scritti, a posteriori lo condannò come una grande sciagura per il popolo italiano.
A Ciano si deve, in parte, anche il «colpo di Stato» del 25 luglio, in cui un nutrito gruppo di gerarchi doveva votare la sfiducia a Mussolini al fine di costringerlo, di conseguenza, a rassegnare le proprie dimissioni nelle mani del Re. Odi, rancori da troppo tempo sopiti e una crescente intolleranza acuta verso l'irresponsabilità guerrafondaia e disastrosa di Mussolini, portarono Ciano a preparare la trappola al suocero; forse sperava di succedergli ma di certo lo fece più per la salvezza dell'Italia e del regime non immaginando neanche lontanamente di fare il gioco della Corona che aveva preparato a sua volta un proprio capovolgimento della scena con Badoglio. Alla notizia delle «dimissioni di Mussolini» il popolo, esasperato dalla guerra, insorse distruggendo sedi e simboli del Partito Fascista che in poche ore letteralmente scomparve. Ciano piombò nella disperazione più totale e chiese persino a Edda di sparargli: voleva suicidarsi.
L'OVRA, la polizia segreta di Mussolini, presentava molte note confidenziali sulle disinvolte abitudini sessuali di Ciano col gentil sesso, con tradimenti aperti della moglie, ma questo piaceva a Mussolini perché si riconosceva anch'egli in questo tipo di comportamento. Ciano fu accusato di essere un abituale consumatore di cocaina, benché fosse un igienista nato, tanto che non beveva né fumava. Ciano era reputato un ricchissimo «figlio di papà» fatuo e frivolo, un raccomandato d'eccellenza dedito al golf e a ogni lusso della «bella vita», e questo alimentava facili invidie e odi che confluivano in pettegolezzi, ripicche, maldicenze; questa era la «punta dell'iceberg» visibile della vita di Ciano, che era una furia motoria sotterranea di calcoli, politiche invisibili ma micidiali, personaggi, situazioni e antipatie da abbattere e pensieri costanti verso le sue mete bramate, una mente assai raffinata e una sottile astuzia, machiavellica e all'occorrenza cinica.
Ma la sua introspezione nascondeva anche una natura timida e remissiva, che non raggiunse mai crudeltà ed efferatezze gratuite; la stessa timidezza lo rendeva, inoltre, facile bersaglio degli attacchi di avversari anche in seno al Partito Fascista. Più di una volta a difenderlo dovette intervenire il suocero a pugno duro. Non avrebbe mai potuto essere un capo assoluto, essendo caratterialmente inadatto e poco capace a occupare un incarico del genere, ma sapeva diventare un potente secondo lavorando all'ombra di un leader, come in effetti fu. Uomo di indubbia intelligenza, visse la propria vita a volte coerentemente, altre in maniera debole, ma seppe sempre avere una certa dignità nei momenti gravi come nel giorno della sua morte. Si è appurato anche che Ciano, agendo indirettamente con le ambasciate europee, salvò la vita a circa diecimila ebrei, altrimenti destinati ai campi di concentramento nazisti.
Talvolta mostrò la capacità di una visione politica futura più acuta e lungimirante di quella del Duce e dei tedeschi, prevedendone correttamente i rovesci bellici. Aveva un coraggio personale maggiore di Mussolini nel trattare con Hitler, che gli creava poca soggezione. Nel 1939 pronunciò un discorso alla Camera dei Fasci e delle Corporazioni «intriso di sottile odio antitedesco» che gli procurò grandi ovazioni di uditorio e una lettera di protezione da Mussolini a Hitler in cui il Duce affermava: «Questo discorso è di mia approvazione dalla prima all'ultima parola…». Il ministro per la propaganda nazista Josef Goebbels definiva Ciano «Fungo velenoso da estirpare…»
Fino al 1940 Ciano sostenne la neutralità dell'Italia dal conflitto europeo, ma una volta che Mussolini decise di entrare in guerra egli rimase al suo posto.
Il Duce riceveva settimanalmente lettere, anche anonime, di delazione sulla condotta scellerata di spendaccione e viveur del genero nonché sul suo nepotismo, ma Mussolini, legato a Ciano da un sincero affetto filiale, lasciava correre. Ciano amava ostentare il suo titolo nobiliare, le residenze lussuose e ricche di antiquariato che amava collezionare, il colossale mausoleo di Ciano, il monumento che stava facendo costruire per sé e per i suoi sulle colline sopra Livorno e che avrebbe dovuto immortalare la dinastia dei Ciano.
Nei circoli mondani Ciano era soprannominato «Gallo» mentre si lasciava andare sventatamente a confidenze politiche riservate per strabiliare il proprio uditorio, tanto da meritarsi il titolo di «ministro chiacchierone». Salottiero e godereccio, fisicamente si piaceva e usava il suo fascino per sedurre tanto aristocratiche quanto popolane. La vita di agiatezze e lussi lo ricaricava, ritenendola un «dopolavoro» meritato in cui «ritemprare le forze e lo spirito per il lavoro di domani». Da suo padre Costanzo gli furono inculcati l'onore, l'amor di patria e verso la famiglia.
Un efficace ritratto di Galeazzo e della sua vita mondana si trova nel libro Kaputt dello scrittore Curzio Malaparte.

## Discendenza
Galeazzo Ciano ebbe da Edda Mussolini tre figli:
- Fabrizio Ciano, III conte di Cortellazzo e Buccari (Shanghai, 1º ottobre 1931 - San José (Costa Rica), 8 aprile 2008), sposò Beatriz Uzcategui Jahn, da cui non ebbe eredi.
- Raimonda Ciano (Roma, 12 dicembre 1933 - Roma, 24 maggio 1998), sposata al nobile Alessandro Giunta (1929), figlio di Francesco Giunta e di Zenaida del Gallo marchesa di Roccagiovine (Roma, 1902 - San Paolo, 1988).
- Marzio Ciano, (Roma, 18 dicembre 1937 - 11 aprile 1974), sposò Gloria Lucchesi dalla quale ebbe:
  - Pietro Francesco, IV conte di Cortellazzo e Buccari (18 luglio 1962 - 3 ottobre 2023), che da Alessandra Monzini ha avuto due gemelli[24]:
    - Carlo, V conte di Cortellazzo e Buccari (Roma, 21 novembre 2009)
    - Marzio (Roma, 21 novembre 2009)

  - Lorenzo (15 marzo 1965).

## Nella cultura di massa
- In cinema e in televisione Galeazzo Ciano è stato interpretato da Frank Wolff (Il processo di Verona, 1962), Anthony Hopkins (Io e il duce, 1985), Massimo Ghini (Edda, 2005) e Marco Foschi (La lunga notte - La caduta del Duce, 2024).

### Annotazioni
1. ↑  Pavolini era stato un grande amico di Ciano, con una straordinaria confidenza, e a cui deve in toto la sua carriera politica, scaturita appunto, dall'amicizia col potente genero del Duce; da piccolo uomo discreto e riservato si trasformò, durante la R.S.I. in un fanatico e feroce giustizialista contro Ciano, di cui forse temeva il ritorno in auge.
2. ↑  Ciano fu il prezzo pagato da Mussolini per ricostruirsi una credibilità agli occhi di Hitler dopo i tradimenti italiani dell'8 settembre.

### Fonti
1. ↑  Guerri 2011, p. 42.
2. ↑   Gianpasquale Santomassimo, Ciano, Galeazzo, in Dizionario biografico degli italiani, vol. 25, Roma, Istituto dell'Enciclopedia Italiana, 1981.
3. ↑   Internet Archive, Mussolini, Taylor Trade Pub., 2004, ISBN 978-1-58979-095-7. URL consultato il 20 dicembre 2022.
4. ↑  Guerri 2011, p. 251.
5. ↑  Ciano 1943, p. 76.
6. ↑   Galeazzo Ciano: XXX Legislatura del Regno d'Italia. Camera dei fasci e delle corporazioni / Deputati, su Camera dei deputati - Portale storico.
7. ↑   Reshuffle in Italy, in The Economist Historical Archive, 1843-2012, London, 13 febbraio 1943,  p. 203.
8. ↑   Dimissioni del conte Ciano da ambasciatore presso la Santa Sede, in La Stampa, n. 183, Torino, 1º agosto 1943.
9. ↑  Silvestri 1964, p. 100.
10. ↑  Venè 1963, p. 168.
11. ↑  Silvestri 1964, p. 112.
12. ↑  Casati 1973, p. 108.
13. ↑  Casati 1973, p. 110.
14. ↑  Silvestri 1964, p. 114.
15. ↑  Casati 1973, p. 11.
16. ↑  Bottai 2001.
17. ↑  Da I diari di Galeazzo Ciano.
18. ↑  Guerri 2011.
19. ↑  Dalle interviste a Edda Ciano, raccolte nel 1989.
20. ↑   Da Crispi a Scelba, lo scandalo sessuale imperversa in politica – Storia In Rete, su storiainrete.com. URL consultato l'11 dicembre 2012 (archiviato dall'url originale il 2 dicembre 2014).
21. ↑  Caracciolo 1982.
22. ↑  Notizia ricavata dalla trasmissione RAI Storia, documentario "Tutti gli uomini di Benito Mussolini" 1982
23. ↑  Innocenti 2013.
24. ↑   Nati i pronipoti di Edda e Galeazzo Ciano: 2 gemelli per la dinastia, su Adnkronos, 21 novembre 2009 (archiviato dall'url originale il 18 ottobre 2014).
25. 1 2  (ES) Gazeta: colección histórica, su Agencia Estatal Boletín Oficial del Estado.

### In lingua inglese
- H. James Burgwyn. Italian Foreign Policy in the Interwar Period 1918-1940 («Politica estera italiana nel periodo interbellico 1918-1940»).
- Barbara Jelavich. Storia dei Balcani.
- Bernd J. Fischer. Albania at war 1939-1945 («Albania in guerra 1939-1945»).
- Gerhard L. Weinberg The foreign policy of Hitler's Germany 1937-1939 (La politica estera della Germania di Hitler 1937-1939»).
- Gerhard L. Weinberg. A World at Arms: A Global History of World War II («Un mondo in armi: storia Globale della Seconda Guerra Mondiale»).
- Mario Toscano. The history of treaties and international politics («La storia dei trattati e delle politiche internazionali»).
- David Irving. Hitler's war («La guerra di Hitler»).

### Edizioni dei Diarî
- Hugh Gibson (a cura di), The Ciano Diaries 1939-1943 («I diarî di Ciano 1939-1943»), New York, 1946.
- Ugo d'Andrea (introduzione e note a cura di), Diario volume I 1939-1940, Diario volume II 1941-1943, Milano, Rizzoli, 1946-1950.
- Galeazzo Ciano, 1937-1938. Diario, Collana di memorie diari documenti. I testimoni per la storia del nostro tempo, Bologna, Cappelli Editore, 1948.
- Galeazzo Ciano, Diari 1939-1943, (Volume I 1939-1940, Volume II 1941-1943), Rizzoli, Milano, 1963-1969 - note a cura di Renzo Trionfera, Milano, Rizzoli, V ed. 1971.
- Renzo De Felice (a cura di), Diario 1937-1943. Per la prima volta l'edizione completa della più celebre testimonianza del periodo fascista, Collana Storica Rizzoli, Rizzoli, Milano, I ed. 1980 (include gli appunti dal 23 agosto 1937 al 31 dicembre 1938, già editi a Bologna nel 1948 con il titolo 1937-1938. Diario); Collana SuperSaggi n. 34, Milano, BUR, 1990-2000.
- Galeazzo Ciano, Diari 1937-1943, collana Le Navi, con un saggio introduttivo di Giuseppe Casarrubea e Mario José Cereghino, Roma, Castelvecchi, 2014  [1943], ISBN 978-88-6826-444-4.

### Scritti di Galeazzo Ciano
- L'Europa verso la catastrofe. La storia d'Europa. Dal 1936 al 1942 in 184 colloqui di Mussolini, Hitler, Franco, Chamberlain, Sumner Welles, Busto Abas, Stojadinovic, Göring, Zog, François-Poncet, ecc. verbalizzati da Galeazzo Ciano. 40 documenti diplomatici inediti, Milano-Verona, Mondadori, 1948.
  -  L'Europa verso la catastrofe. La politica estera dell'Italia fascista 1936-1942, a cura di R. Mosca, Collana Le Navi, Roma, Castelvecchi, 2017, ISBN 978-88-328-2054-6.
- L'Italia di fronte al conflitto, Milano, Istituto per gli Studi di Politica Internazionale, 1939.
- Il Ministero per la Stampa e la Propaganda, Roma, Società Editrice di Novissima, 1936.

### Opere teatrali ispirate a Ciano
- Enzo Siciliano, Morte di Galeazzo Ciano, Collezione di Teatro n. 366, Torino, Einaudi, 1998.